# Karel Fiala (1871)
Karel Fiala (22. ledna 1871 Mníšek pod Brdy — 27. července 1931 Praha) byl český herec, otec herce Emana Fialy a herce a sochaře Ference Futuristy, strýc Jiřího Julia Fialy a Ferdinanda Fialy, děd herečky Anny Ferencové. Významný představitel známé české herecké dynastie Fialů a Futuristů.
Na konci svého života si v průběhu devíti let zahrál ve 40 němých filmech, v divadle byl členem souboru a ředitelem Švandova divadla na Smíchově.

## Filmografie
- Plameny života (1920)
- Zlatá žena (1920)
- Cikáni (1921)
- Děti osudu (1921)
- Děvčata, vdávejte se! (1921)
- Jánošík (1921)
- Moderní Magdalena (1921)
- Otrávené světlo (1921)
- Drvoštěp (1922)
- Koryatovič (1922)
- Láska slečny Věry (1922)
- Likérová princeznička (1922)
- Mrtví žijí (1922)
- O velkou cenu (1922)
- Poslední polibek (1922)
- Proč se nesměješ (1922)
- Tulákovo srdce (1922)
- Venoušek a Stázička (1922)
- Buď připraven! (1923)
- Únos bankéře Fuxe (1923)
- Záhadný případ Galginův (1923)
- Za oponou smrti (1923)
- Bílý ráj (1924)
- Děvče z hor (1924)
- Jindra, hraběnka Ostrovínová (1924)
- Josef Kajetán Tyl (1925)
- Okovy (1925)
- Prach a broky (1926)
- Radioamatéři (1926)
- Válečné tajnosti pražské (1926)
- Dům ztraceného štěstí (1927)
- Kašpárek a Budulínek (1927)
- Krásná vyzvědačka (1927)
- Pražské děti (1927)
- Ve spárech upíra (1927)
- Páter Vojtěch (1928)
- Chudá holka (1929)
- Neviňátka (1929)
- Plukovník Švec (1929)